# Дворец То
Дворец То (фр. Palais du Tau) — дворец во французском городе Реймс, историческая резиденция архиепископов Реймсских. История дворца неразрывно связана с французской монархией, так как коронация королей проходила в примыкающем к нему Реймсском соборе.

На месте дворца уже в VI—VII веках н. э. существовала большая вилла в галло-римском стиле, позже ставшая дворцом династии Каролингов. Первое задокументированное упоминание названия датируется 1131 годом, и происходит от плана здания, которое напоминает букву T (греческую тау). Большая часть ранних строений не сохранилась: старейшая часть с 1207 года превращена в часовню. Здание было сильно перестроено в готическом стиле между 1498 и 1509 годами, и обрело свой современный барочный внешний вид между 1671 и 1710 годами усилиями Жюля Ардуэна-Мансара и Робера де Котта. Дворец был поврежден огнём 19 сентября 1914 года и не был восстановлен вплоть до окончания Второй мировой войны. 
Во дворце будущие французские короли останавливались перед коронационной церемонией. Здесь же они облачались для церемонии коронации перед тем, как идти в собор. После коронаций во дворце проходили банкеты. Первый такой банкет, о котором сохранились сведения, прошёл во дворце в 990 году, последний — в 1825 году.
С 1972 года во дворце располагается Музей соборной ризницы, демонстрирующий скульптуры и гобелены из собора, вместе с реликвариями и прочими предметами, связанными с коронацией французских монархов. Здесь находятся оригиналы многих статуй, пострадавших во время бомбардировок собора в 1914 году и заменённых при реставрации копиями.
Дворец То, вместе с Реймсским собором и аббатством Сен-Реми, стал объектом Всемирного наследия ЮНЕСКО в 1991 году. Сюда приезжает около 100 000 посетителей в год.